# Die Macht der Männer ist die Geduld der Frauen
Die Macht der Männer ist die Geduld der Frauen ist ein deutscher Spielfilm der Regisseurin Cristina Perincioli aus dem Jahr 1978. Er thematisiert häusliche Gewalt gegen Frauen. Perincioli hebt in ihrem Film die Bedeutung von Frauenhäusern hervor und zeichnet ein eindringliches Bild der Lage gewaltbetroffener Frauen und ihrer Kinder. In Deutschland galt Vergewaltigung in der Ehe erst zwanzig Jahre nach Veröffentlichung dieses Filmes, nämlich ab Juli 1997 als Straftat.

## Handlung
Addi arbeitet als Marktfrau und hat einen Sohn. Seit vielen Jahren wird Addi von ihrem Mann psychisch und physisch misshandelt. Dessen körperliche und seelische Misshandlungen gehören zu ihrem Alltag, aus dem sie keinen Ausweg findet. Aufgrund ihrer ökonomischen Abhängigkeit führt sie jeder Fluchtversuch zurück in die Ehe. Als Addi durch Zufall von der Existenz eines Frauenhauses erfährt, erkennt sie den ersehnten Ausweg. Sie flieht mit ihrem Sohn in die Einrichtung. Gestärkt durch die Solidarität unter den Frauen gründet sie mit anderen eine Wohngemeinschaft, in der sie ein neues Leben in Freiheit beginnen kann.

## Hintergrund
Die Regisseurin Cristina Perincioli war 1973 Mitgründerin des Frauenzentrum Westberlin in diesem Kontext entstand 1976 in West-Berlin das erste Frauenhaus in Deutschland. Unter der Mitwirkung von Laiendarstellerinnen aus diesem Frauenhaus, die auch an der Drehbuchentwicklung beteiligt waren, entstand der Spielfilm Die Macht der Männer ist die Geduld der Frauen.
Der Film zählt zu den ersten Filmen über häusliche Gewalt und Frauenhäuser. Cristina Perincioli thematisiert damit das Tabuthema „Gewalt in der Ehe“. Damit verweist sie auf die Bedeutung von Frauenhäusern, liefert ein Zeitdokument über die Anfänge dieser wichtigen Sozialinstitution.
Cristina Perincioli bemerkt hierzu: »Als ich 1974 in England die ersten Häuser für misshandelte Frauen sah, begann ich in Berlin Frauen zu Gewalt von Partnern zu befragen und fand bereits in meinem Bekanntenkreis ein nie geahntes Ausmaß an Misshandlung. Wir – Frauen aus der Frauenbewegung und engagierte Journalistinnen – fingen nun an, die Öffentlichkeit zu mobilisieren mit Hörfunk- und Fernsehsendungen und dem Buch »Gewalt in der Ehe«. 1976 entstand dann in West-Berlin das erste Frauenhaus. 1978 drehten wir diesen Film zusammen mit Frauen aus diesem Frauenhaus. International erfolgreich verstärkte der Spielfilm die Frauenhausbewegung in Deutschland, Australien, Kanada, USA, Schweiz, Österreich, Schweden und Indien.«

## Produktion
In der Rezeption des Filmes kommen auch die Produktionsbedingungen zur Sprache. Die Produzentinnen, Inhaberinnen der Sphinx-Produktions- und Verlags GmbH, veröffentlichten das Budget, um zu zeigen, dass das öffentlich-rechtliche Fernsehen Deutschlands für das „Frauenthema“ Gewalt gegen Frauen in der Ehe nicht genug Mittel bereitstellte. Das knappe Budget schränkte den künstlerischen Spielraum ein und führte zu unangemessener Bezahlung der Beteiligten. Cristina Perincioli gründete 1973 zusammen mit Cäcilia (Cillie) Rentmeister und Marianne Gassner die Sphinx-Filmproduktions- und Verlags-GmbH.
Die Digitalisierung dieses Films wurde 2022 im Rahmen des Förderprogramm Filmerbe gefördert.

## Rezeption
In den 1970er Jahren wurde Die Macht der Männer ist die Geduld der Frauen als Frauenfilm beschrieben. In dieser Zeit blieben die Begriffe „Frauenthema“ und Frauenfilm oft ungenau. Damals war es äußerst selten, dass eine Frau Regie führte, weshalb „Frauenfilm“ schlicht einen Film von einer Regisseurin meinen konnte. Der Begriff konnte aber auch auf ein frauenspezifisches Thema hinweisen oder ausdrücken, dass der Film aus feministischer Perspektive erzählt ist.